# Maskintelegraf

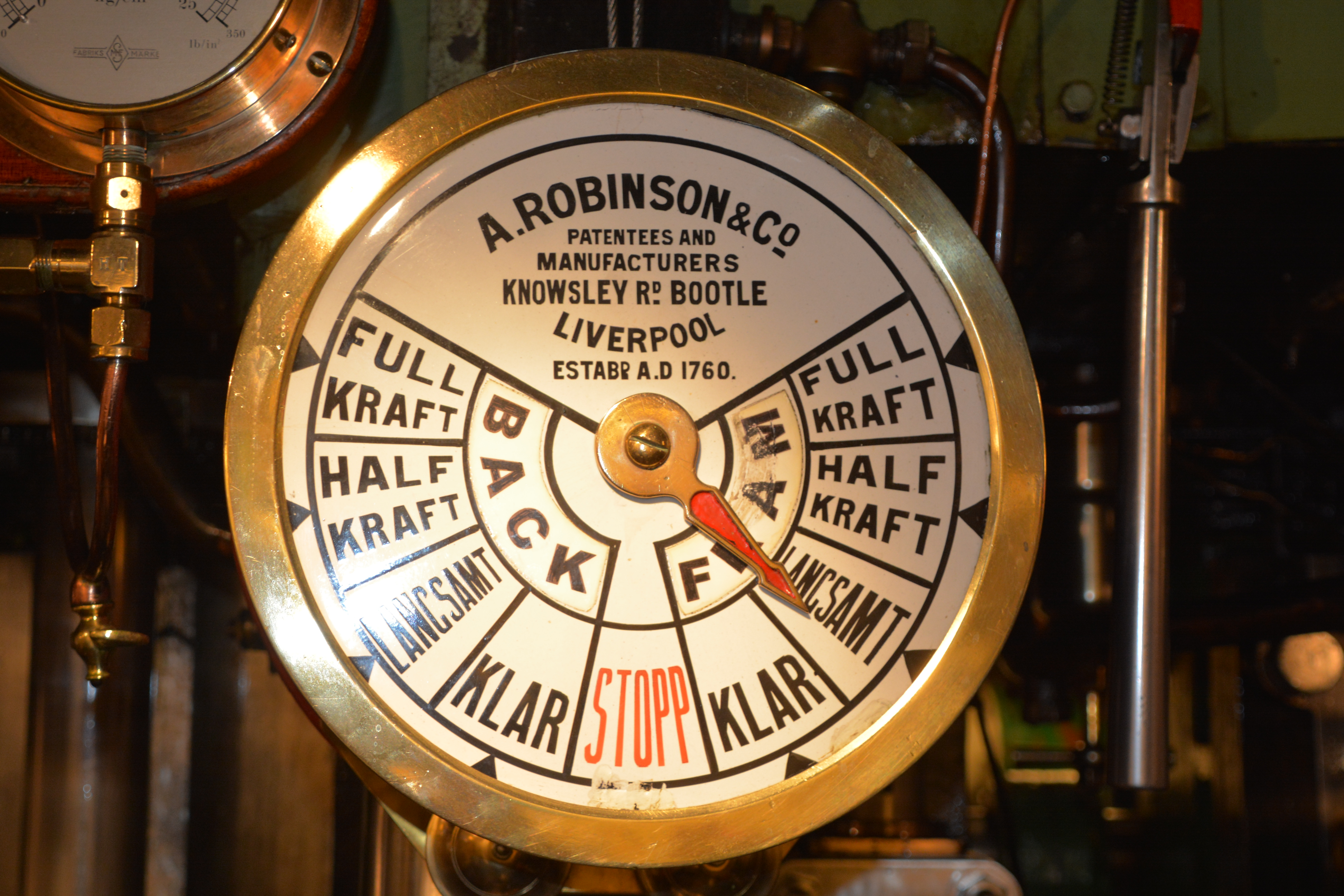
Maskintelegraf i maskinrummet på S/S Storskär, med ordern "långsamt framåt!"

En maskintelegraf var en mekanisk anordning som från 1800-talet fram till 1950-talet vanligen förekom på fartygs kommandobrygga. Den bestod av en rund tavla markerad med olika hastighetsval och en del andra order, en visare som indikerande den nuvarande hastigheten, och en spak för att ändra. Telegrafen var mekaniskt kopplad via kedjor till en liknande telegraf i fartygets maskinrum. Maskintelegrafen hade alltså ingen direktkoppling till själva maskinen, utan var enbart ett ordergivningssystem.
När befälhavaren på fartyget önskade ändra hastighet, från t.ex. 'Full' till 'Halv' vred han handtaget på telegrafen från 'Full' till 'Halv'. Visaren på telegrafen i maskinrummet ändrades då från 'Full' till 'Halv'. Maskinisten bekräftade att han sett ordern genom att vrida sin spak från 'Full' till 'Halv', varpå visaren på kommandobryggans telegraf flyttade sig från 'Full' till 'Halv', och bekräftade därmed för befälhavaren att ordern mottagits. Därefter justerade maskinisten maskinen enligt ordern. I maskintelegrafen fanns även en klocka som ringde vid ändringar, för att ytterligare påkalla uppmärksamhet till dessa.
Eftersom man inte kunde direktkontrollera fartygets hastighet från bryggan var maskintelegrafens funktionduglighet mycket viktig för att fartyget skulle föras säkert fram, och eftersom systemet var ganska känsligt då kedjorna som löpte mellan telegraferna ofta tvingades ha komplicerade sträckningar med kugghjul och skarpa svängar för att nå dit de skulle fanns det på större fartyg ofta två separata system, dvs ett i reserv. Även mellan bryggan och styrmaskinen (som vred rodret) fanns det på större fartyg en s.k. styrtelegraf; om fartygsratten (som också drevs av kedjor som ringlade sig fram genom fartyget) skulle råka fallera kunde styrtelegrafen ge instruktioner till en maskinist som manuellt skötte styrmaskinen efter dessa direktiv.
Det i filmer ofta förekommande processen att någon på bryggan vid fara kraftfullt drar spaken fram och tillbaka ett stort antal gånger förekom aldrig i verkligheten; risken att ovan nämnda kedjor skulle hoppa av kuggjulen var alltför stor, och om detta hände då fel order råkade vara markerad - t.ex. 'Full framåt' istället för den egentliga 'Stop' skulle det lätt få katastrofala följder då det inte fanns något annat sätt att kommunicera med maskinrummet.
De hastigheter och order som fanns på telegrafen varierade beroende på fartygstyp och tillverkare, men nedanstående diagram visar ett exempel.  
| Full | Halv | Sakta | Väl  | STOPP | Klar | Sakta | Halv | Full |
| Back | Back | Back  | Back | STOPP | Fram | Fram  | Fram | Fram |

'Full', 'Halv', 'Sakta' och 'Stopp' är hastighetsval (åt den riktning som anges under), 'Klar' betyder att maskinpersonalen skall göra maskinerna klara för avgång, och 'Väl' betyder att man inte ska använda maskinerna på så pass lång tid att de kan stängas av helt, exempelvis då man lagt till vid kaj eller ankrat.
På modernare fartyg styr man motorerna direkt från bryggan, och då ingen maskinist längre behöver ändra farten manuellt fungerar maskintelegrafen mer endast som en indikator.